# Hoduciszki
Hoduciszki (lit. Adutiškis) – miasteczko na Litwie, w okręgu wileńskim, w rejonie święciańskim, położone ok. 29 km na wschód od Święcian, przy granicy z Białorusią. Siedziba gminy Hoduciszki.
Miejscowość położona przy drodze Święciany-Postawy. Znajduje się tu kościół Matki Bożej Szkaplerznej, szkoła i poczta.

## Historia
Dobra refekcyjne kapituły wileńskiej. Majętność kapituły wileńskiej w 1653 roku, nadana kościołowi przez Stanisława Kiszkę w 1609 roku. Prywatne miasto duchowne położone było w końcu XVIII wieku w powiecie oszmiańskim województwa wileńskiego.
W czasach zaborów miasteczko w gminie Hoduciszki, w powiecie święciańskim, w guberni wileńskiej Imperium Rosyjskiego. W 1866 roku miało 1800 mieszkańców. W 1905 roku liczyło 1674 mieszkańców, 806 dziesięcin.
Po wycofaniu się Niemców w grudniu 1918 roku miejscowość została zajęta bez walki przez bolszewików. Za II Rzeczypospolitej siedziba wiejskiej gminy Hoduciszki. 
W 1931 w 273 domach zamieszkiwało 1536 osób.
W Hoduciszkach znajdowały się kramy z około 1836 roku, zniszczone w 1944 roku. Na podstawie dekretu prezydenta Republiki Litewskiej od 2006 roku miejscowość posiada własny herb.
Podczas okupacji hitlerowskiej, 15 sierpnia 1941 roku Niemcy utworzyli getto dla żydowskich mieszkańców. Przebywało w nim około 1000 osób. 19 września 1941 roku Niemcy zlikwidowali getto, a Żydów wywieziono do obóz na poligonie obok Nowych Święcian a następnie zamordowano. 

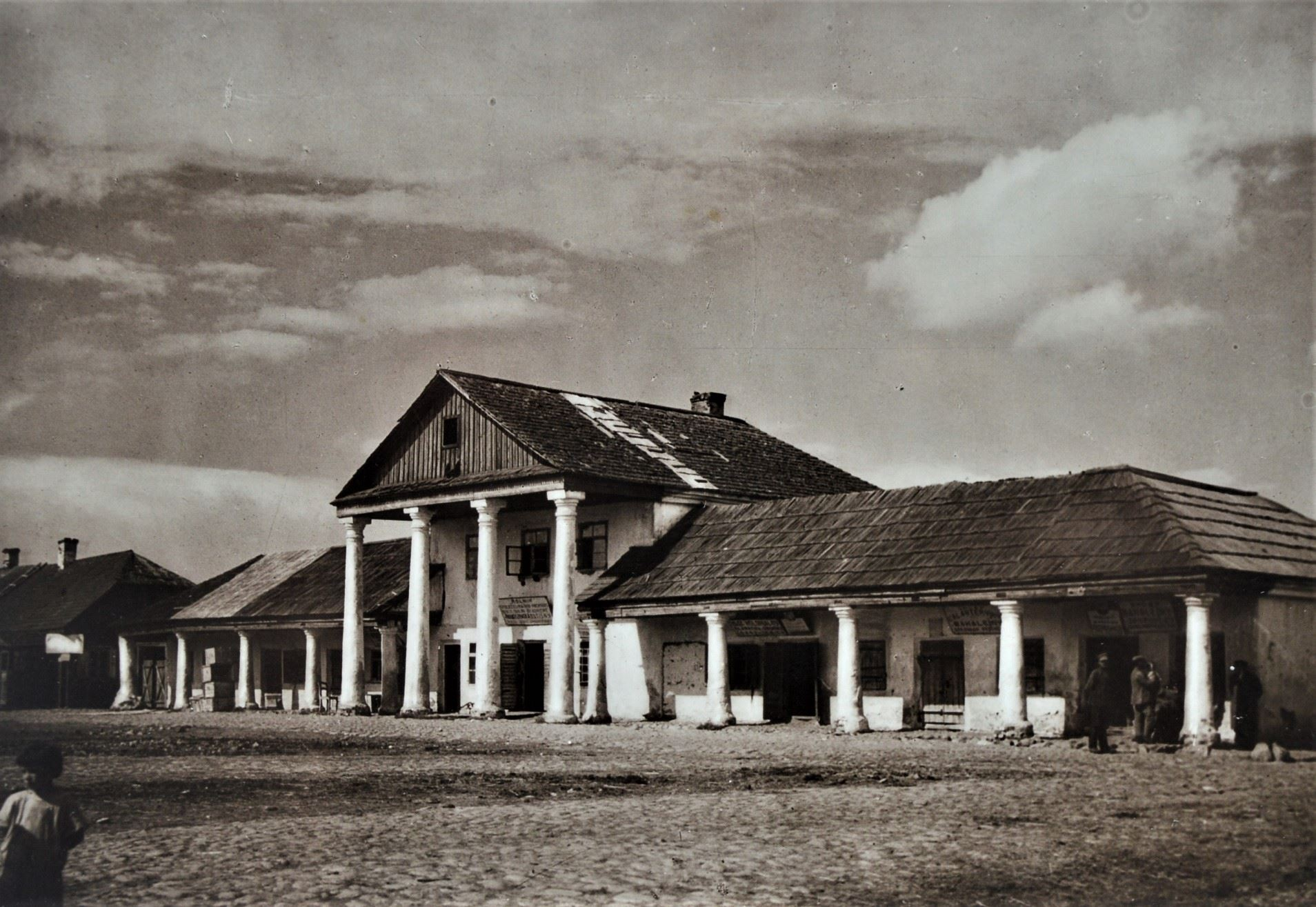
Kramy na rynku w Hoduciszkach na fotografii Jana Bułhaka

## Urodzeni w Hoduciszkach
- Franciszek Ksawery Narwojsz – polski jezuita, matematyk, inżynier, wykładowca Uniwersytetu Wileńskiego[8].
- Benon Łastowski – polski wojskowy, major saperów służby stałej Polskich Sił Zbrojnych, cichociemny[9].